# العلاقات اليابانية التشيلية
العلاقات اليابانية التشيلية هي العلاقات الثنائية التي تجمع بين اليابان وتشيلي.

## مقارنة بين البلدين
هذه مقارنة عامة ومرجعية للدولتين:
| وجه المقارنة                                              | اليابان         | تشيلي                         |
| --------------------------------------------------------- | --------------- | ----------------------------- |
| المساحة (كم2)                                             | 377.97 ألف      | 756.10 ألف                    |
| عدد السكان (نسمة)                                         | 126.79 مليون    | 17.37 مليون                   |
| الكثافة السكانية (ن./كم²)                                 | 335.45          | 22.97                         |
| العاصمة                                                   | طوكيو           | سانتياغو                      |
| اللغة الرسمية                                             | اللغة اليابانية | اللغة الإسبانية               |
| العملة                                                    | ين ياباني       | بيزو تشيلي، وحدة حساب تشيلية ‏ |
| الناتج المحلي الإجمالي (بليون دولار)                      | 4.87 تريليون    | 277.08 مليار                  |
| الناتج المحلي الإجمالي (تعادل القوة الشرائية) بليون دولار | 5.18 تريليون    | 419.39 مليار                  |
| الناتج المحلي الإجمالي الاسمي للفرد دولار أمريكي          | 34.52 ألف       | 13.42 ألف                     |
| الناتج المحلي الإجمالي للفرد دولار أمريكي                 | 36.62 ألف       | 22.07 ألف                     |
| مؤشر التنمية البشرية                                      | 0.903           | 0.832                         |
| رمز المكالمات الدولي                                      | +81             | +56                           |
| رمز الإنترنت                                              | .jp             | .cl                           |
| المنطقة الزمنية                                           | توقيت اليابان   | 00، 00، 00، 00                |

## مدن متوأمة
في ما يلي قائمة باتفاقيات التوأمة بين مدن يابانية وتشيلية:
- ترتبط تيرني مع لا سيرينا باتفاقية توأمة.

## منظمات دولية مشتركة
يشترك البلدان في عضوية مجموعة من المنظمات الدولية، منها:
| علم المنظمة | اسم المنظمة                                      | تاريخ انضمام اليابان | تاريخ انضمام تشيلي |
| ----------- | ------------------------------------------------ | -------------------- | ------------------ |
|             | منظمة التعاون الاقتصادي والتنمية                 | ?                    | ?                  |
|             | منتدى التعاون الاقتصادي لدول آسيا والمحيط الهادئ | 6 نوفمبر 1989        | 11 نوفمبر 1994     |
|             | منظمة التجارة العالمية                           | ?                    | ?                  |
|             | الاتحاد البريدي العالمي                          | ?                    | ?                  |
|             | يونسكو                                           | 2 يوليو 1951         | 7 يوليو 1953       |
|             | الفريق المعني برصد الأرض                         | ?                    | ?                  |
|             | مؤسسة التمويل الدولية                            | 20 يوليو 1956        | 15 أبريل 1957      |
|             | المركز الدولي لتسوية المنازعات الاستشارية        | 16 سبتمبر 1967       | 24 أكتوبر 1991     |
|             | منظمة حظر الأسلحة الكيميائية                     | ?                    | ?                  |
|             | مؤسسة التنمية الدولية                            | 27 ديسمبر 1960       | 30 ديسمبر 1960     |
|             | وكالة ضمان الاستثمار متعدد الأطراف               | 12 أبريل 1988        | 12 أبريل 1988      |
|             | الاتحاد الدولي للاتصالات                         | 29 يناير 1879        | 1908               |
|             | منظمة الشرطة الجنائية الدولية                    | ?                    | ?                  |
|             | الأمم المتحدة                                    | 18 ديسمبر 1956       | 24 أكتوبر 1945     |
|             | البنك الدولي للإنشاء والتعمير                    | 13 أغسطس 1952        | 31 ديسمبر 1945     |
|             | المنظمة الهيدروغرافية الدولية                    | ?                    | ?                  |

## أعلام
هذه قائمة لبعض الشخصيات التي تربطها علاقات بالبلدين:
- نوزومي كيمورا (23 يناير 1997[19] – )

## وصلات خارجية
- موقع وزارة الخارجية اليابانية
- موقع وزارة الخارجية التشيلية